# Момчило Джокич
Момчило Джокич (на сърбохърватски: Moмчилo Ђoкић / Momčilo Đokić) е югославски футболист, полузащитник.

## Кариера
Момчило Джокич играе на позицията ляв полузащитник в шампионата на Югославия. Започва да тренира футбол през 1921 г. в младежкия отбор на белградския СК Югославия. От 1928 г. той е част от първия отбор и продължава да играе в него до края на спортната си кариера.

### Национален отбор
За националния отбор на Югославия Джокич изиграва 13 мача. Дебютът му е срещу България в Белград на 13 април 1930 г., а последният си мач играе срещу Франция в Париж на 13 декември 1936 г. Той също така участва на Световното първенство през 1930 г. и играе 3 мача в турнира.